# Padang Baru (Labuhan Haji)
Padang Baru is een bestuurslaag in het regentschap Aceh Selatan van de provincie Atjeh, Indonesië. Padang Baru telt 351 inwoners (volkstelling 2010).